# Chydaeus guangxiensis
Chydaeus guangxiensis is een keversoort uit de familie van de loopkevers (Carabidae). De wetenschappelijke naam van de soort is voor het eerst geldig gepubliceerd in 2006 door N.Ito.